# 奥村喜和男
奥村 喜和男（おくむら きわお、1900年1月4日 - 1969年8月19日）は、日本の逓信官僚。内閣情報局次長。革新官僚の代表的人物の一人。号は東陽。

## 経歴
福岡県今川村（現在の行橋市）出身。豊津中学、第五高等学校を経て東京帝国大学法学部に入学。1923年に高等文官試験に合格、1925年に大学を卒業して逓信省に入省。
同盟通信社や満洲電信電話株式会社の設立に参画し、1935年の内閣調査局設立時に調査官に任じられ、出弟二郎とともに電力国家管理案を作成して電力会社の「民有国営」の実現に奔走した。1937年の企画院創設によって同院調査員に転ずる。統制経済の推進役、革新官僚（新官僚）の代表的存在であった。
1941年には東条内閣の内閣情報局次長に任ぜられ、戦時体制下における言論統制及び統制経済の確立に努める。東條側近のひとりとして、その意を受ける形で、戦時国民世論の形成・扇動の実務を担った。1943年に情報局次長を辞任して退官する。
戦後、公職追放され、追放解除後の1952年の第25回衆議院議員総選挙で福岡4区から無所属で立候補したが落選した。後に東陽通商（現在の東陽テクニカ）の社長になった。墓地は鎌倉霊園にある。